# José Izquierdo Mena
José Heriberto Izquierdo Mena (xoˈse isˈkjeɾðo; 7 de juliol de 1992) és un futbolista professional colombià que juga de volant esquerre pel Brighton & Hove Albion FC anglés i per l'equip nacional colombià.